# Sony Ericsson Xperia Play
Sony Ericsson Xperia Play (кодовое имя Zeus) — игровой Android-смартфон от Sony Ericsson. Впервые официально был анонсирован в феврале 2011 г. Исполнен в форм-факторе бокового слайдера. Имеет специальные игровые кнопки и сенсорные зоны. Модель работает на ОС Android 2.3 (Gingerbread), базируется на платформе Scorpion ARMv7 1 ГГц с встроенным графическим ускорителем. До официального анонса устройства в интернете ходили слухи о телефоне от Sony, ориентированном на игры. Этот слух распространили сторонние разработчики и некоторые даже выложили в интернет фото Xperia Play. До анонса устройство было известно как PlayStation Phone.
Выдвижной геймпад повторяет структуру PlayStation Portable. От него PLAY унаследовал такие элементы как крестовина и четыре клавиши на правой стороне геймпада. Кроме того, на геймпаде расположились клавиши «меню», start и select, а также два сенсорных тачпада для навигации в играх. Специально для игр предназначены клавиши L и R, которые находятся на правом торце смартфона. В обычном режиме работы они не несут никакой нагрузки, а вот клавиши на выдвижном геймпаде можно использовать для навигации по меню
Важное отличие Xperia PLAY от своих «собратьев» — моделей Xperia 2011 года, заключается в наличии клавиши «Поиск» на лицевой стороне в придачу к трем стандартным «Возврат», «Домой» и «Меню».

## Технические характеристики
- Экран: емкостной, мультисенсорный, TFT, 4 дюйма, 480x854 пикселей
- Размеры: 119x62x16 мм
- Вес: 175 грамм
- Память: 400 Мб flash, 512 Мб RAM, поддержка карт памяти microSD (до 32 ГБ-официально, также обнаружена неофициальная поддержка 64 ГБ карт памяти)
- Операционная система: Google Android 2.3 (Gingerbread)
- Процессор: Qualcomm 1 ГГц Scorpion ARMv7 с графическим сопроцессором Adreno 205
- Камера: 5.1 Мп, автофокус, вспышка, геотеггинг, стабилизация изображения, сенсорная фокусировка, закачка фото в веб-сервисы, подсветка для записи видео, видеоблоггинг
- Музыка: Album art, Google Music Player, PlayNow, Sony Ericsson Music player, стереодинамики, TrackID
- Интернет: Google Play, закладки, Google search, Google Voice Search, Pan & zoom, веб-браузер на основе Webkit, приложение для Facebook, Google Talk, Sony Ericsson Timescape, приложение для Twitter, YouTube
- Сообщения: Email, Google Mail, мгновенные сообщения, SMS, MMS
- 3D-игры, жестовый контроль
- 3.5-мм аудиовыход
- aGPS
- Bluetooth
- MicroUSB
- Wi-Fi с поддержкой Wi-Fi Hotspot
- Время работы: в режиме разговора GSM/GPRS: до 8 часов 25 минут; в режиме ожидания GSM/GPRS: до 425 часов; в режиме разговора UMTS: до 6 часов 25 минут; в режиме ожидания UMTS: до 413 часов; в игровом режиме: до 5 часов 35 минут; режиме воспроизведения музыки: до 30 часов 35 минут
- Связь: UMTS HSPA 800, 850, 1900, 2100; GSM GPRS/EDGE 850, 900, 1800, 1900
- Цвета: чёрный, белый, оранжевый

## Комплектация для российского рынка
- смартфон Sony Ericsson Xperia PLAY
- карта памяти microSD 16Гб
- кожаный чехол для телефона
- стереогарнитура MH650
- USB-кабель ЕС600
- компактный блок зарядного устройства EP800 GreenHeart
- аккумулятор 1500 mAh BST-41

## Игры для Xperia PLAY
К марту 2012 года для смартфона выпущено и адаптировано более 200 игр, включая несколько эксклюзивных для PlayStation игр, также устройство поддерживает почти все игры на OS Android.

### Список адаптированных для Xperia PLAY игр
- 9mm от Gameloft
- Aftermath XHD от Jakyl
- Age of Zombies от Halfbrick Studios
- Air Attack от Art in Games/Unity
- Aporkalypse от HandyGames
- Armageddon Squadron от Polarbit
- Asphalt 5 от Gameloft
- Asphalt 6 от Gameloft
- Asphalt 7 от Gameloft
- Assassin’s Creed от Gameloft
- Avatar от Gameloft
- Bakery Story от Team Lava
- Baseball Superstars 2011 от Gamevil
- Battle Bears от Skyvu
- Battlefield: Bad Company 2 от EA
- Brothers in Arms: Global Front от Gameloft
- Bruce Lee Dragon Warrior от Digital Legends
- Call of Duty: Black Ops
- Zombies от Glu Mobile
- Cordy от SilverTree Media
- Cyberlords от Handygames
- Dead Space от EA
- Dead Trigger от MADFINGER
- Denki Blocks! Deluxe от Jakyl
- Dungeon Defenders: Second Wave от Trendy Entertainment
- Escape от AMA
- Farm Story от Team Lava
- FIFA 2010 от EA Mobile
- Galaxy on Fire  2 от Fishlabs
- Gangstar Rio City of Saints от Gameloft
- Grand Theft Auto III от Rockstar Games
- Grand Theft Auto Vice City от Rockstar Games
- Ground Effect Pro от Jakyl
- Guerrilla Bob от Angry Mob Games/Unity
- Guitar Hero™: Warriors of Rock Mobile от Glu Mobile
- Gun Bros от Glu Mobile
- Guns n Glory от Handygames
- Homerun Battle 3D от Com2us Games
- I Must Run от GameLion
- InfeCCt от Handygames
- Iron Sight от Polarbit
- Let’s Golf 2 от Gameloft
- Max Payne Mobile от Rockstar Games
- Millionaire City от Digital Chocolate
- Minecraft от Mojang Team
- Modern Combat 2: Black Pegasus от Gameloft
- Need for Speed: Hot Pursuit (2010)
- Need for Speed Most Wanted (2012) от EA Mobile
- Need for Speed: Shift от EA Mobile
- Nova 2 от Gameloft
- Racer Luma от Arcade/Unity
- Raging Thunder 2 от Polarbit
- Rainbow Six: Shadow Vanguard от Gameloft
- Raving Babies от AMA
- Real Football 2011 от Gameloft
- Reckless Racing от Polarbit
- Restaurant Story от Team Lava
- Rollercoaster Rush от Digital Chocolate
- Sims 3 от EA Mobile
- Soccer Superstars от Gamevil
- Spectral Souls от HyperDevBox Japan
- Spiderman total Mayhem от Gameloft
- Splinter Cell: Conviction от Gameloft
- Star Battalion от Gameloft
- Super Dynamite Fishing от Handygames
- Super KO Boxing 2 от Glu Mobile
- Tetris от EA mobile
- Toonwarz от Polarbit
- Tower Blocks New York от Digital Chocolate
- Uno от Gameloft
- Wave Blazer от Polarbit
- Wild Blood от Gameloft
- Worms от EA Mobile
- ZeNonia от Gamevil
- Zenonia 2 от Gamevil

Несколько игр было портировано на Xperia PLAY c игровой консоли PlayStation и доступно эксклюзивно только для этой модели:
- Cool Boarders 2 от Sony Computer Entertainment
- Crash Bandicoot от Sony Computer Entertainment
- Destruction Derby от Sony Computer Entertainment
- Jumping Jack Flash от Sony Computer Entertainment
- MediEvil от Sony Computer Entertainment
- Syphon Filter от Sony Computer Entertainment